# Canavalia parviflora
Canavalia parviflora är en ärtväxtart som beskrevs av George Bentham. Den ingår i släktet Canavalia och familjen ärtväxter. Inga underarter finns listade i Catalogue of Life.